# Megapogon pollicaris
Megapogon pollicaris är en svampdjursart som beskrevs av Jenkin 1908. Megapogon pollicaris ingår i släktet Megapogon och familjen Achramorphidae. Inga underarter finns listade i Catalogue of Life.